# 石井萌々果
石井 萌々果（いしい ももか、2002年〈平成14年〉12月19日 - ）は、日本の女優、元子役。アイドルグループ・Pocchimoの元メンバー。
神奈川県出身。ボックスコーポレーション所属。

## 略歴
2003年、0歳7か月からセントラル赤ちゃんタレントに所属し、赤ちゃんモデルとして活動を始める。その後、セントラル子供タレントに所属し、子役・CMタレント・モデルとして活動。
2009年放送のテレビ朝日系ドラマ『マイガール』において、相葉雅紀演じる主人公・笠間正宗の娘、コハル役に抜擢される。その演技により、2009年度「第13回日刊スポーツ・ドラマグランプリ」の秋ドラマ選考助演女優賞を受賞。
2014年8月には、女子小学生3名によるアイドルグループ「Pocchimo」の一員として歌手デビュー。
2015年3月、ボックスコーポレーションへ移籍。

## 出演

### 映画
- 真・女立喰師列伝 草間のささやき 氷苺の玖実（2007年）玖実（幼少期） 役
- 劇場版 仮面ライダーディケイド オールライダー対大ショッカー（2009年）5歳の小夜 役
- 銀色の雨（2009年）菊枝（幼少期） 役
- 桜蘭高校ホスト部（2012年）藤岡ハルヒ（幼少期） 役
- 星の子（2020年）

### テレビドラマ
- 麗わしき鬼 最終話（2007年6月29日、東海テレビ）眉川悠子 役
- パパとムスメの7日間 第1話・最終話（2007年7月1日・8月19日、TBS）川原小梅（幼少期） 役
- 1ポンドの福音 第1話・最終話（2008年1月12日・3月8日、日本テレビ）リカコ 役
- ホカベン 第1話・第2話（2008年4月16日 - 23日、日本テレビ）池上真希 役
- 音女 第33話（2008年6月2日、テレビ朝日）ちさと 役
- 警視庁捜査一課9係 season3 第8話 - 最終話（2008年6月4日 - 18日、テレビ朝日）東条ちひろ 役
- 小児救命 第1話（2008年10月16日、テレビ朝日）麗 役
- トミカヒーロー レスキューフォース 第32話（2008年11月8日、テレビ愛知）白木寿里（幼少期） 役
- Café吉祥寺で 第24話・第25話（2008年10月30日 - 31日、テレビ東京）さくら 役
- マイガール（2009年10月9日 - 12月11日、テレビ朝日）笠間コハル 役
- 相棒 Season8 第14話（2010年2月3日、テレビ朝日）山口七海 役
- もう帰って来たよ!! 怪物くん全て新作SP（2010年6月26日、日本テレビ）モネ 役
  - 怪物くん完全新作スペシャル!!（2011年10月15日）
- ホタルノヒカリ2（2010年7月7日 - 9月15日、日本テレビ）浅田千夏 役
- 獣医ドリトル 第4話（2010年11月14日、TBS）月野芽衣 役
- こいわらい 第3話 - 最終話（2010年11月24日 - 26日、NHKワンセグ2）
- ハガネの女 season2（2011年4月21日 - 6月16日、テレビ朝日）曽根美月 役
- 桜蘭高校ホスト部 第1話・第5話・第7話（2011年7月23日・8月20日・9月3日、TBS）藤岡ハルヒ（幼少期） 役
- ステップファザー・ステップ 第10話（2012年3月12日、TBS）花井美月 役
- Wの悲劇 第3話（2012年5月10日、テレビ朝日）和辻摩子、倉沢さつき（幼少期） 役（一人二役）
- ATARU 第6話（2012年5月20日、TBS）水瀬咲絵（幼少期） 役
- ゴーストママ捜査線〜僕とママの不思議な100日〜 第6話（2012年8月18日、日本テレビ）マイ 役
- 浪花少年探偵団 第9話（2012年8月27日、TBS）安西千鶴 役
- So long! 第1夜（2013年2月11日、日本テレビ）川上双葉（幼少期） 役
- 土曜ワイド劇場『ショカツの女7 新宿西署 刑事課強行犯係』（2013年2月16日、朝日放送）神田沙織 役[5]
- 遺留捜査 第3シリーズ 第8話 - 最終話（2013年6月5日 - 12日、テレビ朝日）長島明日香 役
- 水曜ミステリー9『監察医 篠宮葉月 死体は語る13』（2013年6月19日、テレビ東京）菊地真理子（幼少期） 役
- 鍵のない夢を見る 第4話（2013年9月22日、WOWOW）北川樹里 役
- みをつくし料理帖（2014年6月8日、テレビ朝日）ふき 役
- 刑事7人 第1話（2015年7月15日、テレビ朝日）安藤聡子 役
- エンジェル・ハート 第7話（2015年11月22日、日本テレビ）夢 役[6]
- 武道館 第1話・第6話（2016年2月10日・3月16日、BSスカパー!/フジテレビ）
- 放送90年 大河ファンタジー精霊の守り人 第2話・第4話（2016年3月26日・4月9日、NHK総合）ニナ 役
- 時をかける少女（2016年7月9日 - 8月6日、日本テレビ）芳山那帆 役
- 土曜ワイド劇場『おみやさんスペシャル2』（2016年10月15日、テレビ朝日）中江美也子（少女期） 役
- 流星放送局〜ふたご座流星群LIVE〜 番組内連作ショートドラマ『スマホ』（2016年12月13日、BSジャパン）[7]
- 執事 西園寺の名推理 第6話（2018年5月25日、テレビ東京）植村詩央里 役
- 能面検事 第6話・最終話（2025年8月15日・29日〈予定〉、テレビ東京） - 内海菜月 役[8]

### Webドラマ
- CLIMAXドラマ 第6話（2008年8月8日、MSNビデオ）ハル 役
- きょうも片想い 第6話（2019年3月6日、WATCHY）まいまい 役
- おっちゃんキッチン 第5話「音大生の愚痴」（2024年10月4日 - 、TVer） - 音大生 役[9]

### バラエティ
- めちゃ×2イケてるッ!（2009年6月20日 - 2013年8月3日、フジテレビ）加藤のぞみ 役[注 1]
- ほんとにあった怖い話（2010年8月24日 - 2013年8月17日、フジテレビ）ほん怖クラブメンバー
- 逃走中22（2012年7月3日、フジテレビ）沙鬼 役[注 2]
- 日本語探Qバラエティ クイズ!それマジ!?ニッポン（2014年2月2日 - 4月20日、フジテレビ）源萌々果 役

### 舞台
- 舞台「ゲートシティーの恋2020」（2020年1月30日 - 2月2日、テアトルBONBON） - 輝人 役[10]
- 朗読劇「異世界転生したら大恐竜時代でオワタ。〜氷河期で奮闘編〜」（2023年6月29日 - 7月2日、コフレリオ新宿シアター）[11]
- 舞台「マジでトキメけ☆︎少女たち!! 〜全国高校生エネルギッシュ選手権大会〜再演」（2023年8月30日 - 9月3日、シアターサンモール） - 前進ほふく 役
- 舞台「ミキアカシ」（2023年12月6日 - 12月10日、参宮橋トランスミッション）[12]
- 舞台「青空メロディーズ～We are baseball girls!!～」（2024年2月1日 - 2月4日、大塚・萬劇場） - 川岸穂乃果 役[13]
- 朗読劇『東京怪獣物語』再演（2024年3月12日 - 17日、サンモールスタジオ) -ガルラ役[14]
- 舞台「ささやくように恋を唄う」（2024年7月26日 - 8月2日、シアター1010） - 朝凪依 役[15]
- 『アイディール・セミナー』(2024年12月11日-15日、新宿村LIVE）[16]
- 舞台「木曜日にはココアを」（2025年1月18日 - 26日、新宿シアタートップス） - えな 役[17]
- 『アイディール・セミナー/2nd session』(2025年4月9日-13日、シアターサンモール）-サプライズ・エンペラー 役[18]
- 『アイディール・セミナー/Final session』(2025年6月4日-8日、こくみん共済 coop ホール/スペース・ゼロ）-サプライズ・エンペラー 役[19]

### テレビアニメ
- 東京ミュウミュウ にゅ〜♡（2022年 - 2023年）藤原ざくろ / ミュウザクロ 役[20][21][22]
- 殿と犬（2025年）若い女性A

### Webアニメ
- ぷち！東京ミュウミュウ にゅ〜♡（2022年 - 2023年）藤原ざくろ / ミュウザクロ 役

### ラジオ
※はインターネット配信。
- 東京ミュウミュウ にゅ～♡ラジオ スミュウジー！（2022年12月2日 -2023年7月2日,全15回,出演回数9回 (第１,3,5,6,9,10,12,13,15回)、YouTube※・音泉※）

### CM
- こども英会話のミネルヴァ
- ヤマハ音楽教室
- バンダイ シナモンシリーズ・おかいものレジスター（2007年）
- 資生堂 スーパーマイルド チカラシャンプー（2007年）
- ツムラ ソフレお肌相談室（2008年 - 2009年）
- 江崎グリコ 2段熟カレー（2009年 - 2012年）
- AGF
  - ブレンディ（2009年 - 2012年、2014年 - 2016年）
  - ブレンディ・ボトルコーヒー（2009年 - 2011年）
- キヤノン PIXUS MP640（2009年 - 2010年）
- ケンタッキー・フライド・チキン うごくピーターラビット篇（2009年）
- アリコジャパン 保険ガイド（2010年）
- セイバンランドセル、天使のはね（2010年 - 2011年、2013年）
- 一正蒲鉾
  - 「おせちは外せない」篇 「おせちは外せない・健康」篇（2010年）
  - 「ピュアふぶきっず」篇（2013年）
- 東宝ホーム（2011年）
- サーモス スポーツボトル 森田さんの熱中症対策講習篇（2014年）

## ディスコグラフィ

### キャラクターソング
| 発売日       | 商品名                                 | 歌                          | 楽曲                                         | 備考                                           |
| ------------ | -------------------------------------- | --------------------------- | -------------------------------------------- | ---------------------------------------------- |
| 2023年7月5日 | 東京ミュウミュウ にゅ～♡ そうにゅ～か! | Smewthie                    | MAGICAL☆CARNIVAL                             | テレビアニメ『東京ミュウミュウ にゅ〜♡』挿入歌 |
| 2023年7月5日 | 東京ミュウミュウ にゅ～♡ そうにゅ～か! | 藤原ざくろ（CV:石井萌々果） | 「I Believe」, 「私を呼ぶ声」,「Everything」 | テレビアニメ『東京ミュウミュウ にゅ〜♡』挿入歌 |